# لويس فرناندو غاوتشو
لويس فرناندو غاوتشو (بالبرتغالية: Luís Fernando Gaúcho‏) هو لاعب كرة قدم برازيلي في مركز الهجوم، ولد في 29 مارس 1955 في نوفو هامبورغو في البرازيل. لعب مع تامبا باي راوديز وغريميو بورتو أليغرينزي ولوس أنجلوس أزتكس ونادي إنترناسيونال.